# Ruy Pérez de Esquivel
Ruy Pérez de Esquivel. Destacado personaje español del siglo XIV.

## Biografía
A mediados del siglo XIV aparece desempeñando funciones fiscales al servicio de Enrique II. Hay constancia de que en 1378 era tesorero mayor de Andalucía, comprando el donadío de El Coronil, previamente en manos de los Fernández de Guzmán, en su proyecto de expansión por la zona.
A partir de este momento se dedicará a afianzar su señorío, obteniendo en 1381 carta puebla para poblar El Coronil con quince vecinos libres de impuestos.
Obtendrá importantes cargos en los nuevos territorios conquistados siendo alcalde mayor de la ciudad de Sevilla, Adelantado de Andalucía y consejero de Enrique III.
- Datos: Q5398017